# Ангел Марін
Ангел Іванов Марін (болг. Ангел Иванов Марин; 8 січня 1942, Батак — 18 березня 2024) — болгарський державний і військовий діяч, генерал-майор, віцепрезидент Болгарії (з 2002 по 2012).

## Біографія
Народився в місті Батак, округ Пазарджик. У 1960 році закінчив гімназію в Девіні, потім Вище військове артилерійське училище в Шумені за спеціальністю «Зенітна артилерія» та Національний військовий університет Васила Левскі за спеціальністю «інженер з радіоелектронної техніки» (в 1965 році). Продовжив свою освіту в СРСР, закінчив із золотою медаллю Ленінградську Вищу артилерійську академію (в 1978 році). З 1965 року А.Марін — на службі в ракетних військах Болгарської армії. З 1990 року і до 1998 р. — командувач Ракетних військ і артилерії Сухопутних військ Болгарської армії. Пішов у відставку у зв'язку з незгодою з проведеною в Болгарській армії військовою реформою. З 1991 року — генерал-майор болгарської армії. На президентських виборах 2001 А.Марін був обраний віце-президентом Республіки Болгарія (президентом країни був обраний Георгій Пирванов). У 2006 році Г.Пирванов і А.Марін були переобрані на другий термін (від Болгарської соціалістичної партії).
Ангел Марин — почесний громадянин міста Батак. Автор книги «Остання війна» («Последната война»).

## Сім'я
Ангел Марін одружений, дружина — Станка Марина. Мають сина і дочку, Симеона Марина і Стояну Марину, і двох онучок.